# Mellratjärnen
Mellratjärnen är en sjö i Lindesbergs kommun i Västmanland och ingår i Norrströms huvudavrinningsområde. Sjöns area är 0,02 kvadratkilometer och den befinner sig 273 meter över havet.